# 默訥斯蒂雷亞胡莫魯盧伊鄉
47°36′00″N 25°52′00″E / 47.6°N 25.8667°E
默訥斯蒂雷亞胡莫魯盧伊鄉（羅馬尼亞語：Comuna Mănăstirea Humorului, Suceava），是羅馬尼亞的鄉份，位於該國東北部，由蘇恰瓦縣負責管轄，面積97平方公里，海拔高度538米，2007年人口3,676，人口密度每平方公里38人。